# NGC 973
NGC 973 est une vaste galaxie spirale située dans la constellation du Triangle. NGC 973 a été découverte par l'astronome américain Lewis Swift en 1885.

## Caractéristiques
Sa vitesse par rapport au fond diffus cosmologique est de 4 634 ± 16 km/s, ce qui correspond à une distance de Hubble de 68,3 ± 4,8 Mpc (∼223 millions d'al).
À ce jour, 18 mesures non basées sur le décalage vers le rouge (redshift) donnent une distance de 59,250 ± 4,999 Mpc (∼193 millions d'al), ce qui est à l'intérieur des valeurs de la distance de Hubble. Notons cependant que c'est avec la valeur moyenne des mesures indépendantes, lorsqu'elles existent, que la base de données NASA/IPAC calcule le diamètre d'une galaxie et qu'en conséquence le diamètre de NGC 973 pourrait être d'environ 79,5 kpc (∼259 000 al) si on utilisait la distance de Hubble pour le calculer. 
La classe de luminosité de NGC 973 est II et elle présente une large raie HI. C'est aussi une galaxie LINER, c'est-à-dire une galaxie dont le noyau présente un spectre d'émission caractérisé par de larges raies d'atomes faiblement ionisés. Enfin, NGC 973 est une galaxie active de type Seyfert 2.

## Groupe de NGC 973
NGC 973 est la plus grosse galaxie d'un groupe d'au moins 20 membres qui porte son nom. Les six autres galaxies du catalogue NGC du groupe de NGC 973 sont NGC 969, NGC 974, NGC 1002 (=NGC 983), NGC 987 et NGC 1067.